# Шеридан Лав
Шеридан Лав (англ. Sheridan Love, род. 13 октября 1984 года, Даллас, Техас, США) — американская порноактриса, лауреат премии XBIZ Award.

## Биография
Родилась 13 октября 1984 года в Далласе.
Начала карьеру в индустрии развлечений для взрослых в 2011 году, в возрасте 27 лет. Первый фильм — Seduced By Mommy 2.
На сентябрь 2019 года снялась в 83 фильмах.

## Награды и номинации
| Год  | Церемония    | Результат | Номинация                                     | Работа                  |
| ---- | ------------ | --------- | --------------------------------------------- | ----------------------- |
| 2013 | XBIZ Award   | Победа    | Лучшая актриса в лесбийском фильме            | Against Her Will        |
| 2014 | XBIZ Award   | Номинация | Лучшая актриса в лесбийском фильме            | Against Her Will 2      |
| 2016 | Inked Awards | Номинация | Лучшая лесбийская сцена                       | Big Booty Bad Bitches 2 |
| 2017 | AVN Awards   | Номинация | Награда поклонников: самые впечатляющие груди | н/д                     |
| 2018 | AVN Awards   | Номинация | Награда поклонников: самые впечатляющие груди | н/д                     |